# Aurillac (quận)
Quận Aurillac là một quận của Pháp, nằm ở tỉnh Cantal, ở vùng Auvergne-Rhône-Alpes. Quận này có 12 tổng và 96 xã.

## Các đơn vị hành chính

### Các tổng
Các tổng của quận Aurillac là: 
1. Arpajon-sur-Cère
2. Aurillac - Tổng thứ nhất
3. Aurillac - Tổng thứ nhì
4. Aurillac - Tổng thứ ba
5. Aurillac - Tổng thứ tư
6. Jussac
7. Laroquebrou
8. Maurs
9. Montsalvy
10. Saint-Cernin
11. Saint-Mamet-la-Salvetat
12. Vic-sur-Cère

### Các xã
Các xã của quận Aurillac, và mã INSEE là: 
| 1. Arnac (15011)                    | 2. Arpajon-sur-Cère (15012)         | 3. Aurillac (15014)                   | 4. Ayrens (15016)                    |
| 5. Badailhac (15017)                | 6. Besse (15269)                    | 7. Boisset (15021)                    | 8. Calvinet (15027)                  |
| 9. Carlat (15028)                   | 10. Cassaniouze (15029)             | 11. Cayrols (15030)                   | 12. Crandelles (15056)               |
| 13. Cros-de-Montvert (15057)        | 14. Cros-de-Ronesque (15058)        | 15. Fournoulès (15071)                | 16. Freix-Anglards (15072)           |
| 17. Giou-de-Mamou (15074)           | 18. Girgols (15075)                 | 19. Glénat (15076)                    | 20. Jou-sous-Monjou (15081)          |
| 21. Junhac (15082)                  | 22. Jussac (15083)                  | 23. La Ségalassière (15224)           | 24. Labesserette (15084)             |
| 25. Labrousse (15085)               | 26. Lacapelle-Viescamp (15088)      | 27. Lacapelle-del-Fraisse (15087)     | 28. Ladinhac (15089)                 |
| 29. Lafeuillade-en-Vézie (15090)    | 30. Lapeyrugue (15093)              | 31. Laroquebrou (15094)               | 32. Laroquevieille (15095)           |
| 33. Lascelle (15096)                | 34. Le Rouget (15268)               | 35. Le Trioulou (15242)               | 36. Leucamp (15103)                  |
| 37. Leynhac (15104)                 | 38. Mandailles-Saint-Julien (15113) | 39. Marcolès (15117)                  | 40. Marmanhac (15118)                |
| 41. Maurs (15122)                   | 42. Montmurat (15133)               | 43. Montsalvy (15134)                 | 44. Montvert (15135)                 |
| 45. Mourjou (15136)                 | 46. Naucelles (15140)               | 47. Nieudan (15143)                   | 48. Omps (15144)                     |
| 49. Pailherols (15146)              | 50. Parlan (15147)                  | 51. Pers (15150)                      | 52. Polminhac (15154)                |
| 53. Prunet (15156)                  | 54. Quézac (15157)                  | 55. Raulhac (15159)                   | 56. Reilhac (15160)                  |
| 57. Roannes-Saint-Mary (15163)      | 58. Rouffiac (15165)                | 59. Roumégoux (15166)                 | 60. Rouziers (15167)                 |
| 61. Saint-Antoine (15172)           | 62. Saint-Cernin (15175)            | 63. Saint-Cirgues-de-Jordanne (15178) | 64. Saint-Cirgues-de-Malbert (15179) |
| 65. Saint-Clément (15180)           | 66. Saint-Constant (15181)          | 67. Saint-Gérons (15189)              | 68. Saint-Illide (15191)             |
| 69. Saint-Jacques-des-Blats (15192) | 70. Saint-Julien-de-Toursac (15194) | 71. Saint-Mamet-la-Salvetat (15196)   | 72. Saint-Paul-des-Landes (15204)    |
| 73. Saint-Santin-Cantalès (15211)   | 74. Saint-Santin-de-Maurs (15212)   | 75. Saint-Saury (15214)               | 76. Saint-Simon (15215)              |
| 77. Saint-Victor (15217)            | 78. Saint-Étienne-Cantalès (15182)  | 79. Saint-Étienne-de-Carlat (15183)   | 80. Saint-Étienne-de-Maurs (15184)   |
| 81. Sansac-Veinazès (15222)         | 82. Sansac-de-Marmiesse (15221)     | 83. Siran (15228)                     | 84. Sénezergues (15226)              |
| 85. Teissières-de-Cornet (15233)    | 86. Teissières-lès-Bouliès (15234)  | 87. Thiézac (15236)                   | 88. Tournemire (15238)               |
| 89. Velzic (15252)                  | 90. Vezels-Roussy (15257)           | 91. Vic-sur-Cère (15258)              | 92. Vieillevie (15260)               |
| 93. Vitrac (15264)                  | 94. Vézac (15255)                   | 95. Yolet (15266)                     | 96. Ytrac (15267)                    |